# Jan-Erik Vaara
Jan-Erik Vaara, född 28 februari 1968 var förbundskapten för Sveriges herrlandslag i innebandy som han ledde till guld i VM 2012. Tidigare var han förbundskapten för Sveriges damlandslag i innebandy som han ledde till guld i VM 2007, 2009 och 2011. Som förbundskapten för herrlandslaget har det blivit guld även 2012 och 2014. Som aktiv spelare spelade han själv 62 landskamper och gjorde 25 mål och 18 assist.  Han var med och vann VM-guld som spelare både 1996 och 1998.